# پرشیا وایت

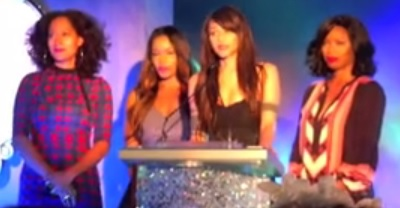
پرشیا وایت بازیگر، خواننده و موسیقی دان آمریکایی

پرشیا وایت (انگلیسی: Persia White؛ زادهٔ ۲۵ اکتبر ۱۹۷۲)بازیگر، خواننده و موسیقی دان آمریکایی است. وایت شاید بیشتر به خاطر بازی در نقش لین سرسی در مجموعه تلویزیونی Girlfriends در UPN شناخته می‌شود که در ابتدا از سال ۲۰۰۰ تا ۲۰۰۸ پخش می‌شد. وایت همچنین یکی از اعضای گروه XEO3 است و یک خواننده انفرادی است که اولین آلبوم خود را در سال ۲۰۰۹ به نام مکا منتشر کرد.
از فیلم‌ها یا مجموعه‌های تلویزیونی که وی در آن‌ها نقش داشته‌است می‌توان به نوامبر سیاه اشاره نمود.

## اوایل زندگی
وایت یکی از چهار فرزند از مادری ایرلندی-آمریکایی و پدری باهامی متولد شد. سالهای ابتدایی او در باهاما سپری شد. پدر وایت در سه سالگی در یک تصادف رانندگی فلج شد و او بعداً به دنبال مراقبت‌های پزشکی بهتر به میامی رفت. مادر وایت دو سال بعد با فرزندانش به فلوریدا جنوبی نقل مکان کرد، اما دیگر با پدر وایت دیدار نکرد. وایت بعداً به تئاتر کودکان میامی Coconut Grove پیوست. وی در دوران نوجوانی در رشته رقص، بازیگری، آواز و نقاشی تحصیل کرد. پس از دبیرستان، وایت با آژانس فورد امضا کرد و کارت انجمن بازیگران اسکرین خود را به دست آورد. وی سپس به لس آنجلس نقل مکان کرد تا در حرفه بازیگری فعالیت کند.

## حرفه
وایت در فیلم‌های مستقل مختلفی از جمله Red Letters (در مقابل پیتر کایوت) حضور داشته‌است. کارهای تلویزیونی وی شامل حضور در آنجل، نمایش استیو هاروی، بروکلین ساوت، بوفی قاتل خون‌آشام و همچنین نقش‌های منظم در سریال Breaker High با بازیگر رایان گاسلینگ و girlfriends می‌باشد. او همچنین در ویدیوی Chrisette Michele برای "Be OK" دیده می‌شود.
وایت علاوه بر بازیگری، در تهیه کنندگی مستند Earthlings نیز که با گویندگی خواکین ققنوس برنده جایزه است، همکاری کرد. در ژوئیه ۲۰۱۱، وایت برای کار در دوستان ناکارآمد جایزه بهترین بازیگری را از جشنواره فیلم سیاه آمریکا دریافت کرد. او همچنین به عنوان مادر بانی (اَبی) در خاطرات خون‌آشام در نقشی نیمه دوره ای ظاهر شد.
در سال ۲۰۱۹، در یک قسمت از مجموعه کمدی ABC Black-ish، او به همبازیان خود در سریال girlfriends، تریسی الیس راس، جیل ماری جونز و گلدن بروکس، پیوست.

## زندگی شخصی
وایت یک وگان، مدافع حقوق بشر و حیوانات و محیط بان است. وی توسط PETA به عنوان بهترین انسان دوست سال ۲۰۰۵ مورد تقدیر قرار گرفت. وی یکی از اعضای هیئت مدیره انجمن Sea Shepherd Conservation Society است. در ۲۹ فوریه ۲۰۰۸، وایت با خواننده Saul Williams، دوست پسر پنج ساله اش نامزد شد. آنها در سال ۲۰۰۳ با حضور مهمان وی در برنامه تلویزیونی Girlfriends دیدار کردند. در ۱۷ ژانویه ۲۰۰۹، وایت از طریق وبلاگ Myspace خود اعلام کرد که او و ویلیامز دیگر با هم نیستند.
پس از سه سال دوستی، وایت در تاریخ ۵ ژوئیه ۲۰۱۴ با جوزف مورگان، بازیگر سریال خاطرات خون‌آشام و اصیل ها، در اوچو ریوس، جامائیکا ازدواج کرد. وایت دارای یک دختر به نام مکا وایت است، مکا متولد سال۱۹۹۵ است.

## فیلم‌شناسی
| سال  | عنوان                         | نقش             | یادداشت   |
| ---- | ----------------------------- | --------------- | --------- |
| ۱۹۹۴ | چیپس آبی                      |                 |           |
| ۱۹۹۶ | فرانکی دی.                    |                 |           |
| ۱۹۹۹ | عروسک‌های خون                  | نوزاد سیاه      |           |
| ۲۰۰۰ | ایستانیده                     | لیان            |           |
| ۲۰۰۰ | حروف سرخ                      | وانسا کودی      |           |
| ۲۰۰۵ | ساکنان زمین                   | گوینده          | تهیه‌کننده |
| ۲۰۰۷ | سقوط شب                       | دان             |           |
| ۲۰۰۷ | هرروز جو                      | جینا            | تهیه‌کننده |
| ۲۰۰۹ | کلام گفته‌شده                  | شی              |           |
| ۲۰۱۱ | عروس را ببوس                  | ترینا           |           |
| ۲۰۱۱ | مافیا                         | مل              |           |
| ۲۰۱۲ | دوستان ناکارآمد               | ترنیس           |           |
| ۲۰۱۲ | وقایع ازدواج                  | مارسیا آنسون    |           |
| ۲۰۱۲ | نگهبان عدن                    | کلارک           |           |
| ۲۰۱۲ | نوامبر سیاه                   | تریسی           |           |
| ۲۰۱۲ | بازی دیگه بسه                 | مورگان          |           |
| ۲۰۱۴ | وحدت                          | گوینده          | مستند     |
| ۲۰۱۷ | این کریسمس دلت برام تنگ میشه  | میلیسنت ویلیامز |           |
| ۲۰۱۷ | نمی‌توانی کریسمس را فراموش کنی | میلیسنت ویلیامز |           |

| سال             | عنوان                         | نقش             | یادداشت                         |
| --------------- | ----------------------------- | --------------- | ------------------------------- |
| ۱۹۹۶            | اداره پلیس نیویورک آبی        | مارجی           | قسمت: «این استخوان‌های قدیمی»    |
| ۱۹۹۶            | سواحل مالیبو                  | شنونده          | قسمت: «خط تلفن»                 |
| ۱۹۹۶            | نجات‌یافته توسط زنگ: کلاس جدید | هیتر            | قسمت: «قهرمان کوچک»             |
| ۱۹۹۶            | رفتار خوب                     | تریش            | قسمت: «نمرات خوب»               |
| ۱۹۹۶            | ناگهان                        | ترینا           | فیلم تلویزیونی                  |
| ۱۹۹۷            | علم عجیب                      | کیم             | قسمت: «گری یک گرفتگی کوچک داشت» |
| ۱۹۹۷            | ناحیه سوزان                   | جنی             | قسمت: «جرم بحرانی»              |
| ۱۹۹۷            | خواهر، خواهر                  | آنیا            | قسمت: «سه راه قلب»              |
| ۱۹۹۷            | والدین بودن                   | الکسیا          | قسمت: «تانگو و پول نقد»         |
| ۱۹۹۷            | بافی قاتل خون‌آشام‌ها           | آئورا           | ۳ قسمت                          |
| ۱۹۹۷            | داستان‌های باورنکردنی          | مالی            | قسمت: «در راه»                  |
| ۱۹۹۷–۱۹۹۸       | شکننده بالا                   | دنیس ویلیامز    | نقش اصلی، ۴۴ قسمت               |
| ۱۹۹۸            | جنوب بروکلین                  | دارچین          | قسمت: «نان دارچین»              |
| ۱۹۹۸            | مالکوم و ادی                  | شارون           | قسمت: «کاسه درام»               |
| ۱۹۹۹            | نمایش استیو هاروی             | مونیک           | قسمت: «همه آن جاز»              |
| ۱۹۹۹            | بی‌سرنخ                        | ورونیکا         | قسمت: «دوست پسر بهترین دوستم»   |
| ۱۹۹۹            | دنیایی دیگر                   | کینیشا بورل     | نقش مهمان                       |
| ۲۰۰۰            | عملیات مرد شنی                | سرباز وینسلو    | فیلم تلویزیونی                  |
| ۲۰۰۰–۲۰۰۸       | دوست دخترها                   | لین سیرسی       | نقش اصلی، ۱۷۲ قسمت              |
| ۲۰۰۱            | آنجل                          | آگنس اگی بلفلور | قسمت: «بالای رنگین کمان»        |
| ۲۰۰۵            | بدون نسخه                     | دختر لاس‌زن      | قسمت‌های ۱ تا ۸                  |
| ۲۰۱۲–۲۰۱۳، ۲۰۱۷ | خاطرات خون‌آشام                | ابی بنت ویلسون  | نقش مهمان، ۷ قسمت               |
| ۲۰۱۹            | مشکی‌طور                       | لیلا            | قسمت: «فمینیست»                 |

## نامزدی جوایز
| سال  | جایزه      | رشته                                       | عنوان کار  |
| ---- | ---------- | ------------------------------------------ | ---------- |
| ۲۰۰۸ | جوایز آلما | اجرای برجسته زن در یک سریال تلویزیونی کمدی | دوست‌دخترها |